# Centre historique de Khabarovsk
Le centre historique de Khabarovsk ou Vieux-Khabarovsk (en russe : Исторический центр Хабаровска ou russe : Старый Хабаровск) est le cœur historique de la ville de Khabarovsk. C'est à cet endroit que les Russes bâtirent en 1858 les premiers bâtiments, à la suite du traité d'Aïgoun. La géographie du lieu est déterminante : l'endroit du centre historique se trouve sur un promontoire dominant le fleuve Amour et ses îles fluviales. Le centre historique fait partie de l'arrondissement central de Khabarovsk.

## Situation
Le centre historique de Khabarovsk se situe dans l'arrondissement central, au bord du fleuve Amour. Il se situe en hauteur par rapport au fleuve sibérien, et le relief dans la zone peut être escarpé. Il y a ainsi la colline de l'Artillerie où se trouve la cathédrale de la Transfiguration et la colline de Sredni où se situe la cathédrale de l'Assomption (ru). Le centre forme une sorte de rectangle, avec au nord-ouest le boulevard de l'Amour (et la falaise de Khabarovsk/de l'Amour au niveau de la rive) et au sud-est le boulevard de l'Oussouri. La rue Mouriavov-Amourski est l'axe centrale du quartier, quartier qui s'étale du fleuve jusqu'à la rue Pouckhine/Place Lénine.

## Attraits

Carte du centre de Khabarovsk.

Le Vieux-Khabarovsk est un des secteurs touristiques les plus populaires de Khabarovsk mais aussi du kraï de Khabarovsk. Les bâtiments datent de 1870 à 1950, avec plusieurs styles architecturaux, en commençant par l'architecture russe en bois jusqu'au Stalinka (ru). Le centre historique est classé comme un objet patrimonial culturel d'importance régionale (zone de protection unifiée), et possède dans sa zone des objets patrimoniaux culturels d'importance fédérale ou régionale. La ville est la seule entre Irkoutsk et Vladivostok à avoir une telle diversité architecturale.
On y trouve plusieurs voies publiques d'importance (place du Komsomol, rue Mouriavov-Amourski) ainsi que la visitée et récente cathédrale de la Transfiguration, le plus haut bâtiment de la ville.
Musées de la zone :
- Musée des traditions locales ;
- Musée d'Art régional ;
- Musée d'histoire militaire ;
- Musée d'art d'Extrême-Orient et Société philharmonique régionale de Khabarovsk.

Quelques bâtiments :
- Cathédrale de l'Assomption ;
- Bâtiment de la douma municipale ;
- Maison du rentier Grjibovski ;
- Maison de commerce Kunst et Albers ;
- Banque d'État d'Extrême-Orient ;
- Siège de la Compagnie maritime du fleuve Amour ;
- Maison de commerce Pliousnine.

Lieux en extérieur :
- Quai du fleuve Amour ;
- Parc central de la culture ;
- Parc de Khabarovsk ;
- Falaise de l'Amour (ou de Khabarovsk).

## Galerie

Quelques vues :
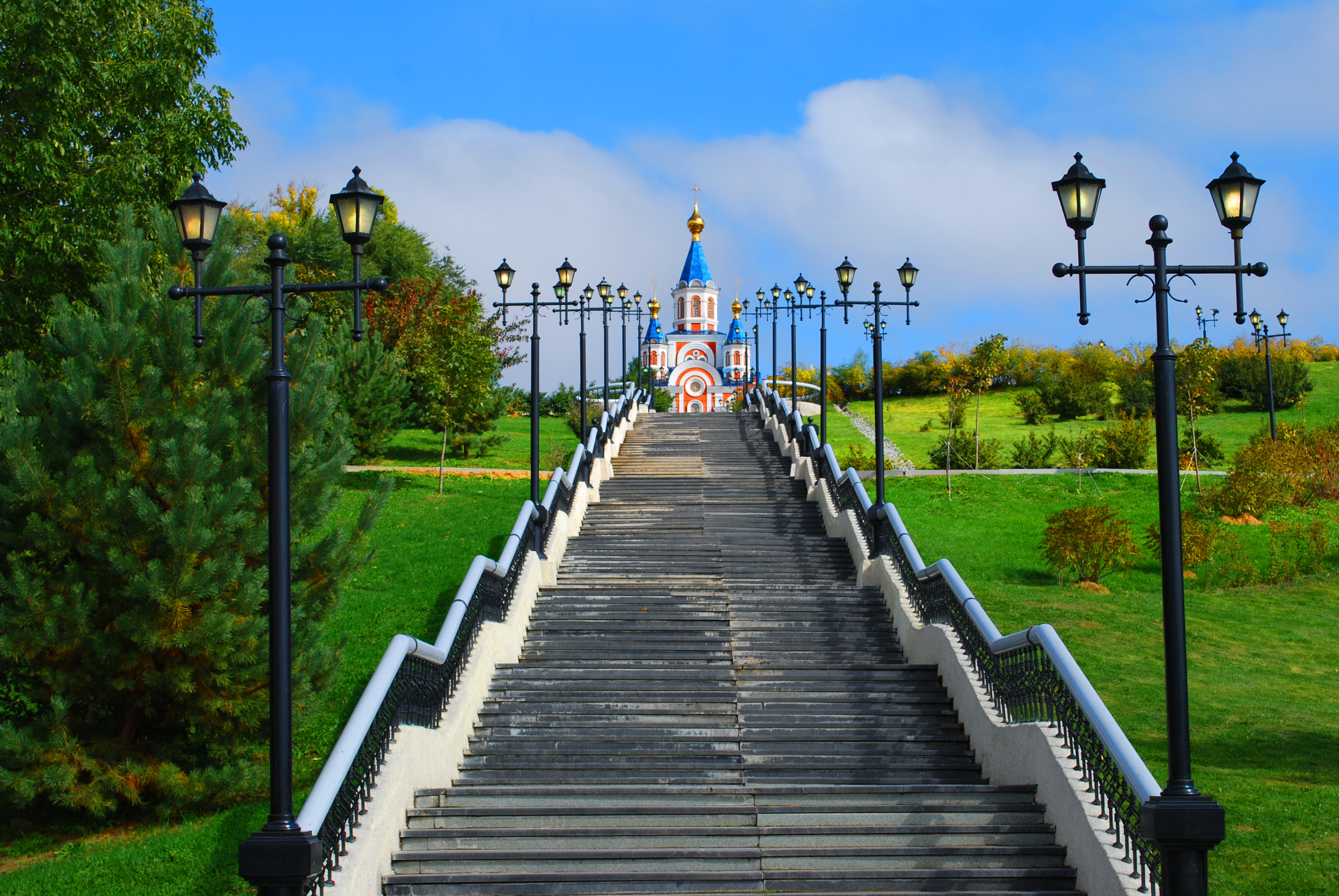
Cathédrale de l'Assomption (1876).
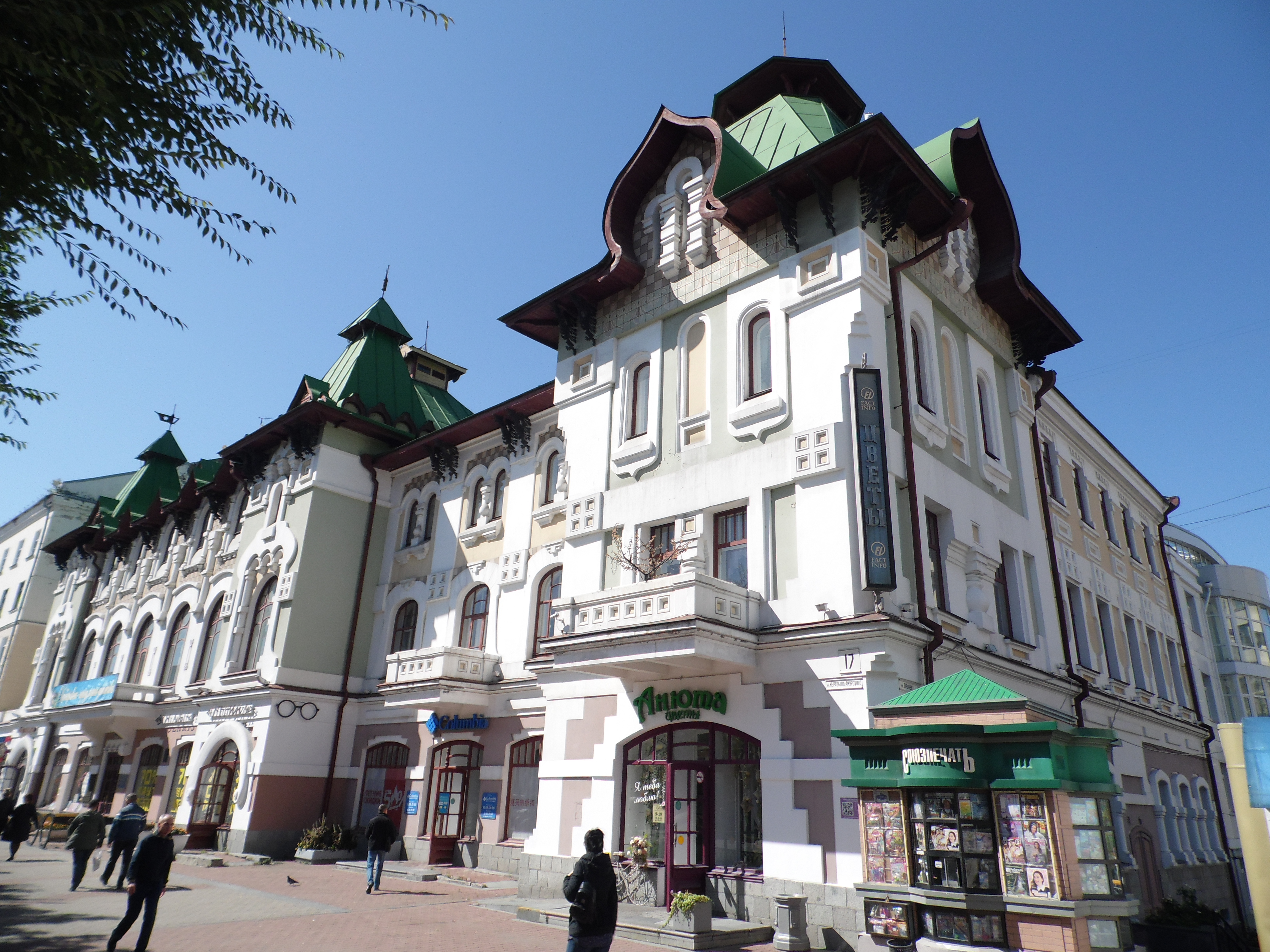
Bâtiment de la douma municipale (1909).
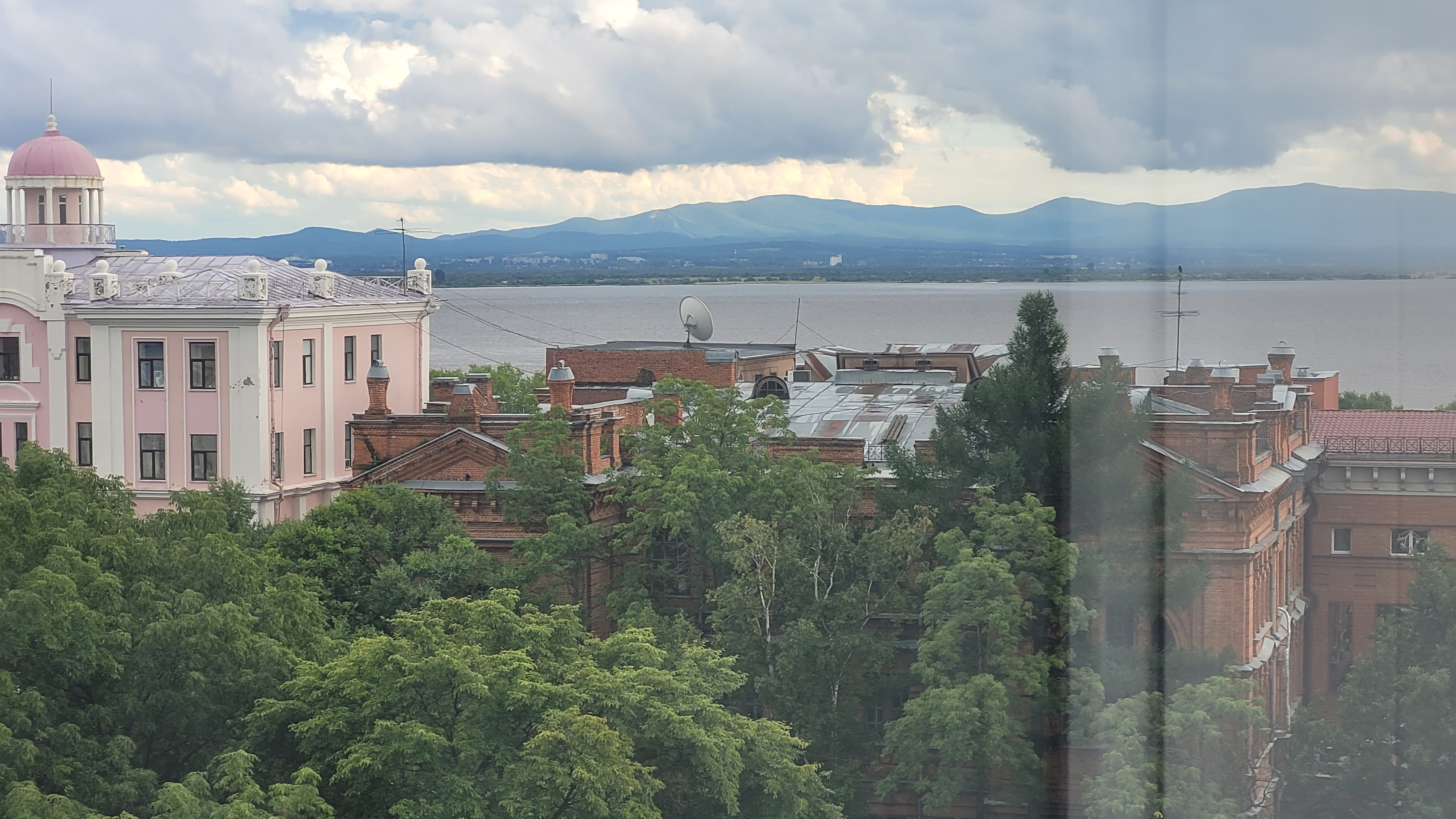
L'Amour depuis l'hôtel Intourist.
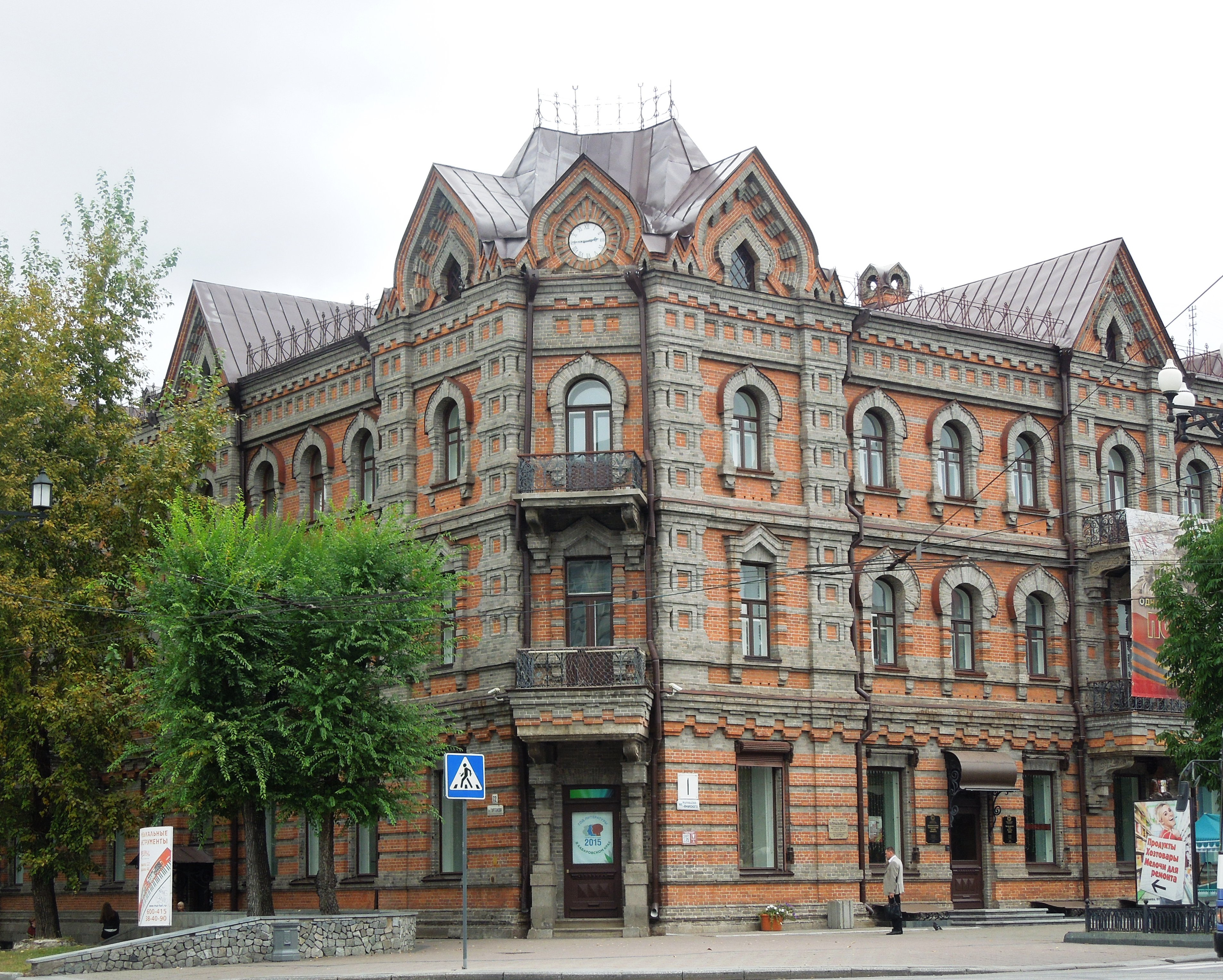
Maison Pliousinine.